# Cartel (Half-Life)
Pour les articles homonymes, voir Cartel.
 (février 2010).
Si vous disposez d'ouvrages ou d'articles de référence ou si vous connaissez des sites web de qualité traitant du thème abordé ici, merci de compléter l'article en donnant les références utiles à sa vérifiabilité et en les liant à la section « Notes et références ».
Le Cartel est, dans la série de jeux vidéo Half-Life 2, un empire extraterrestre qui a pris le contrôle de la Terre et en exploite impitoyablement les ressources (le nom anglais du Cartel est The Combine, un mot qui désigne à la fois un cartel économique et une moissonneuse-batteuse…). Le Cartel utilise des ressources technologiques avancées pour créer des hybrides à partir d'espèces locales et d'origines diverses qui combattent pour son empire. Afin d'assimiler l'Humanité à son empire, le Cartel a mis en place un homme de paille, le docteur Wallace Breen, qui se charge de la propagande sur Terre.

## Vue d'ensemble
Le Cartel n'apparaît pas dans le jeu originel de la saga, Half-Life, à l'issue duquel Gordon Freeman est mis dans un état de stase. Lorsqu'il en émerge une décennie plus tard au début de Half-Life 2, cette organisation semble contrôler la Terre entière, par le biais d'un dictateur humain, le docteur Wallace Breen qui a mis en place un système totalitaire caractérisé par une répression féroce et une propagande omniprésente. On découvre les évènements qui ont conduit à cet état de fait par l'intermédiaire d'une série de coupures de journaux épinglés sur un mur : le Cartel a conquis la Terre au terme d'une « tempête de portails » et d'une bataille violente appelées la « Guerre des sept heures ». Cette mini-guerre s'est conclue par une capitulation négociée par le docteur Breen, l'ancien administrateur de Black Mesa dans Half-Life, qui s'est retrouvé installé comme représentant de la Terre après avoir convaincu le Cartel que l'espèce humaine était « l'élite des espèces ». Breen gouverne depuis une structure gigantesque, la Citadelle, érigée par le Cartel en plein milieu de Cité 17, quelque part en Europe de l'Est. Le déroulement du jeu montre un environnement très endommagé par les activités du Cartel, avec en particulier un niveau de la mer anormalement bas. En outre, on apprend que la reproduction humaine a été interrompue depuis plusieurs années au moyen d'un champ de suppression qui selon la propagande de Breen permettrait de maîtriser l'évolution génétique de l'humanité. La raison pour laquelle l'action et divers personnages de Half-Life se sont déplacés des États-Unis vers l'Europe entre les deux époques n'est jamais expliquée ni évoquée.
Au début du jeu, le Cartel semble avoir réussi à dominer quasi entièrement l'humanité, et n'a pas encore identifié Gordon Freeman. Cependant, Breen informe immédiatement un Conseiller de la brève apparition de Freeman dans son bureau au cours d'une téléportation accidentelle. Seule une poignée de rebelles désorganisés s'oppose en secret au Cartel. Mais les exploits de Gordon Freeman après son retour déclenchent une insurrection massive dans Cité 17 qui est le théâtre d'une véritable guerre urbaine entre rebelles et forces du Cartel. À la fin de Half-Life 2: Episode Two, les forces du Cartel sur Terre sont en retraite, coupées de leur empire et incapables d'obtenir des renforts pour le moment.

## Technique
Le Cartel maitrise des techniques supérieures à celle de l'humanité, notamment dans les domaines de l'énergie et de l'ingénierie biologique — ils offrent à Wallace Breen lorsqu'il veut fuir la Terre le transfert de son corps dans un autre. Il semble toutefois que les scientifiques de la Terre les devancent dans le domaine de la téléportation expérimentale grâce aux recherches des rescapés de Black Mesa. L'intérieur de la Citadelle est marquée par un gigantisme impressionnant, et les murs et autres structures édifiées dans Cité 17 broient les immeubles existants en se déployant tout simplement à leur place ou à travers.

## Unités et structures

### Conseillers du Cartel
Les Conseillers du Cartel (officiellement les « Bienfaiteurs ») sont le seul visage que l'on peut poser sur l'empire du Cartel, et semblent être la race extraterrestre la plus proche du « vrai visage » du Cartel. Ils ne se montrent pas à la population et rien ne laisse supposer durant Half-Life 2 qu'ils soient même présents sur Terre, car on ne les aperçoit — brièvement — que sur les écrans de communication du Docteur Breen. Dans Half-Life 2: Episode One, on découvre la présence de Conseillers dans la Citadelle, qu'ils évacuent in extremis avant sa destruction, et Gordon Freeman les rencontre finalement dans Half-Life 2: Episode Two.
Physiquement, ils ressemblent à des grandes larves, dépourvus d'organes sensitifs ou de membres, à l'exception d'une trompe ou langue capable de briser une nuque humaine. Les Conseillers logent à l'intérieur d'une nacelle métallique qui possède deux bras mécaniques sur la partie haute. Chaque Conseiller porte une combinaison vert olive, laissant visibles seulement la « tête » et l'extrémité de la « queue ». La combinaison a également un collier noir orné de hiéroglyphes dorés. Ils possèdent un dispositif mécanique ressemblant à une caméra attaché à un côté de leur tête. Leur « visage » est couvert par ce qui pourrait être une sorte de masque respiratoire, mais le tuyau qui y est rattaché ne mène à aucun réservoir apparent.
Pour compenser leur physique impotent, les Conseillers semblent avoir fortement évolué mentalement. On ne les entend jamais parler dans le jeu, même lorsque Wallace Breen est surpris en pleine conversation avec l'un d'eux, laissant suggérer un mode de communication télépathique. Dans Half-Life 2: Episode Two on découvre à la fois qu'ils sont extrêmement vulnérables pendant leur période d'incubation, et qu'ils possèdent des pouvoirs télékinétiques contre lesquels les humains semblent impuissants. Le robot Chien par contre les attaque sans difficultés et les met en fuite.
Dans le guide officiel Raising the Bar, le designer Ted Backman mentionne que l'aspect vermiforme du Conseiller du Cartel a été inspiré par l'œuvre de Frank Herbert, probablement par les images des navigateurs de la Guilde et de l'empereur-ver Leto Atreides II issus de son roman Dune.

### La Milice
La Milice est la branche humaine du Cartel sur Terre, c'est la branche la plus utilisée sur Terre. Elle comprend des soldats humains ainsi que « transhumains », des humains qui ont subi des modifications supérieures à celles subies par la Protection Civile, et fait régner l'ordre dans les Cités avec une poigne de fer. Ce sont les principaux ennemis dans Half-Life 2. Il existe trois principaux corps de combat parmi les Humains.

#### Protection Civile
La Protection Civile (ou PC, CP pour Civil Protection en anglais) est une police chargée de surveiller la population et d'écraser toute velléité de résistance. Pour contrôler chaque secteur de Cité 17, la Protection Civile possède de nombreux quartiers généraux répartis dans Cité 17 et garde la plupart des positions stratégiques de la ville. Elle pratique des arrestations arbitraires, fouilles, passage à tabac sur simple contrôle d’identité, et poste des éléments en faction dans les bâtiments, en patrouille à pied, en véhicules terrestres ou aériens.
Ce sont de simples humains, qui se battent à la solde du Cartel. Ils sont munis d'une combinaison noire, d'un pantalon vert gris et portent constamment un masque à gaz blanc, les rendant facilement identifiables. En outre, ils disposent d’un système radio portatif et d’un modulateur de voix. Lorsque l'un d'eux est tué, sa radio émet un ultime signal de détresse (perçu comme un électro-cardiogramme).
Ils sont équipés d’une matraque électrique, d'un pistolet 9 mm à puissance rudimentaire mais à cadence rapide, et, lorsque le besoin se fait sentir, de pistolet mitrailleurs. Pour déloger les résistants, ils utilisent également des Robots-Lames.
C'est les seuls membres de la Milice qui n'ont pas subis de modifications trans-humaines, malgré le passage à un lavage de cerveau qui est censé empêcher toute rébellion. Les profils et les motivations concernant l'adhésion à la Protection Civile peuvent être divers. Certains le font par corrélation avec les idéaux du Cartel et d'autres par opportunisme. En effet, appartenir à cet organisme du maintien de l'ordre garanti des avantages indéniables comparé à la situation des citoyens lambda. L'un d'eux étant l'alimentation variée et donc l'accès à une meilleure nourriture.

#### Soldats
Les soldats du cartel sont le fer de lance de la Milice. Ce sont des humains, ayant subi de lourdes modifications d'origines inconnues, probablement bio-mécanique, comme on peut notamment l'apercevoir à Nova Prospekt. Munis de gilets pare-balles et vêtus d'un uniforme gris bleu (rouge pâles pour les soldats de choc équipés de fusils à pompe depuis la mise à jour du moteur Source datant de 2007), ils surveillent les environs des villes et traquent les résistants. Ils sont également déployés lors de missions trop importantes ou dangereuses pour être confiées à la Protection Civile. Ils sont armés de fusils-d'assaut énergétiques , de mitraillettes et de fusils à pompe, de grenades et parfois de fusils de précision.
Dans Half-Life 2 et ses épisodes, les soldats sont divisés en deux catégories et quatre sous catégories. En effet, il y a les soldats de base ou évoluant en extérieur et les gardes de Nova Prospekt uniquement présents dans le niveau dédié. Le soldat de base ayant pour arme un pistolet mitrailleur ou le fusil d'assaut à énergie. Il y a son pendant au combat rapproché qui n'est d'autre qu'un soldat avec un fusil à pompe. Enfin réciproquement, il est de même pour les gardes de Nova Prospekt. Les différences entre les deux groupes ne sont pas qu'esthétiques mais elles sont aussi présentes dans le gameplay. En effet, les soldats ont tendance à effectuer une stratégie offensive vis-à-vis de Gordon Freeman là où les gardes sont plus dans une logique défensive et l'attendent en tentant de le surprendre via des embuscades.
Enfin, une catégorie à part est le tireur embusqué. Ce dernier étant équipé d'un fusil de précision et attends en hauteur, dans un lieu inaccessible, le passage du joueur. Ils sont uniquement tuables via des explosifs.
Depuis Half-Life 2: Episode Two, les soldats équipés de fusils portent des marques distinctives.

#### Élite du Cartel
L'élite humaine du Cartel sont les soldats transhumains les plus puissants du Cartel. Ils sont reconnaissables à une armure blanche caractéristique et à un casque leur recouvrant tout le visage à l’exception d’une optique unique rouge.
Équipés du fusil à impulsion standard (dont ils utilisent souvent le tir secondaire), plus organisés et résistants que les autres soldats transhumains, ils prennent souvent la tête d'un groupe de ces soldats, les menant au combat.

### Synthétiques
Les Synthétiques (« Synths » en anglais) sont des êtres hybrides résultant de la maîtrise de l'ingénierie biologique du Cartel. Au cours de son expansion à travers les différents univers, le Cartel a incorporé de nombreuses variétés d'espèces dans son armée permettant une capacité d'adaptation sur des terrains tout aussi divers.

#### Striders
Les Striders (terme que l'on pourrait traduire par « enjambeurs ») sont de gigantesques machines de guerre dépassant les 20 mètres de haut, représentant la force de frappe la plus puissante du Cartel connue sur Terre destinée à écraser toute tentative d'opposition. Montés sur trois pattes flexibles, ils disposent d'un canon particulièrement dévastateur qui leur permet de détruire n'importe quelle position ennemie et d'une mitrailleuse.
Le seul moyen pour le joueur de les détruire est d'utiliser une arme lourde comme un lance-roquette, plusieurs tirs secondaires du fusil à impulsions, des grenades Venant du MP7 ou une invention du Docteur Magnusson : la bombe Magnusson. Chien, dans Half-Life 2: Episode Two emploie un moyen plus simple : il bondit sur l'un d'entre eux et lui arrache le cerveau.

#### Chasseurs
Les Chasseurs (« Hunters » en anglais), introduits dans Half-Life 2: Episode Two sont proches des Striders mais beaucoup plus petits et agiles, ce qui leur permet de poursuivre leurs ennemis dans les bâtiments et infrastructures. Ils sont apparemment comme des chiens d'attaque pour le Cartel.  Ils ont également trois pattes, mais terminées par des crochets acérés qu'ils utilisent pour attaquer au corps à corps. Ils sont dotés d'une arme lançant des fléchettes explosives à retardement qui peuvent être retournées contre eux, les désintégrant, et sont également capables de charger leurs adversaires avec une puissance considérable. Ils sont extrêmement résistants aux armes à feu mais beaucoup moins aux chocs.

## Véhicules

### Hélicoptères
Malgré leur nom, ces puissants vaisseaux de combat autonomes combinant les traits d'un avion et d'un hélicoptère sont également des créatures biomécaniques. Ils sont actionnés par plusieurs sortes de moteurs à réaction, visibles sur leur ventre et utilisent un rotor arrière pour manœuvrer en association avec des ailes ressemblant à celles des libellules. Des yeux multi-facettes sont positionnés directement derrière le canon à l'avant du vaisseau.

### Vaisseaux
Les Vaisseaux sont des sortes de crabes volants, dont le rôle est de transporter les troupes du Cartel dans un véhicule terrestre ou même un Strider. Ils ne peuvent être détruits par le joueur.

### Véhicules APC
Les véhicules transporteurs de troupes sont armés d'une mitrailleuse et de missiles guidés. Ils sont parfois utilisés comme source d'énergie par les soldats du Cartel pour alimenter boucliers ou dispositifs répulsifs contre les Fourmilions. Au cours du jeu on rencontre des VTT vides qui n'attaquent pas le joueur, mais il est impossible de les utiliser.

### Hélicoptères traditionnels
Ce type d'hélicoptère se rapproche des versions humaines et est équipé de canons mitrailleurs, de missiles et de bombes à retardement. Il a plus de facilité à attaquer l’infanterie dans des zones étroites. Lorsque l'hélicoptère est sévèrement touché son pilote se met à larguer des vagues de bombes sur toutes une zone, une technique dévastatrice mais que le joueur peut retourner contre lui à l'aide du pistolet anti-gravité.

## Armement
Les forces du Cartel utilisent un armement hybride, d'origine humaine, mais amélioré à partir de la technologie de pointe du Cartel. Ainsi, certaines armes sont purement de conception humaine, comme le fusil à pompe (SPAS 12), et le pistolet-mitrailleur (MP7). Cependant, la meilleure arme légère du Cartel est le fusil à impulsion standard. Ce fusil d'assaut tire ce qui semble être de l'énergie sous forme de projectiles, à l'instar des munitions humaines. Sa puissance est supérieure à n'importe quel autre fusil d'assaut. De plus, il permet de tirer un orbe énergétique, qui peut toucher plusieurs cibles, en rebondissant sur les parois (verre, pierre…) et les désintègre.
Une version de ce fusil d'assaut existe également en arme de soutien montée sur bipied. La plupart des véhicules du Cartel sont équipés de cette technologie. Il existe également un fusil de précision basé sur cette technologie, équipé d'un pointeur laser et dont les effets sont dévastateurs. Le joueur ne peut s’en servir, mais Alyx Vance le manipule à plusieurs reprises.

### Robots Lames
Ces petits engins volants sont conçus dans le but d’aider la Protection Civile à éliminer les rebelles dans les endroits autrement inaccessibles. Une diode rouge signifie qu’ils sont en action et une diode orange qu’ils sont endommagés. Ils sont généralement envoyés en grand nombre. Ils sont envoyés par la Protection Civile pour les aider contre Gordon Freeman et d'autre  ennemis.

### Scanners
Ces engins volants de même taille mais moins agressifs que les robots lames aident la Protection Civile à contrôler les citoyens. Ils existent en deux modèles : un qui se contente de tournoyer autour du joueur et communiquer sa position en le prenant en photo, et un qui est capable de transporter des mines.

### Sources
- Half-Life 2 (PC), Valve Software, 2004. Site officiel.
- Half-Life 2: Raising the Bar, David Hodgson, Prima Games.  (ISBN 0-7615-4364-3).
- Half-Life 2: Prima Official Game Guide, David Hodgson, Prima Games.  (ISBN 0-7615-4362-7).